# Коница (Драмско)
Вижте пояснителната страница за други значения на Коница.
Ко̀ница, още Конишан или Конищен (на гръцки: Πεύκοι, Певки, до 1927 година Κόνιτσα, Коница), е обезлюдено село в Република Гърция, разположено на територията на община Паранески (Бук) в регион Източна Македония и Тракия.

## География
Коница се намира на югозападните склонове на планината Родопи, северно от общинския център Бук (Паранести). Васил Кънчов го определя като чечко село.

## История

### Етимология
Според Йордан Н. Иванов името Конишан е жителско име от начално *Конищане от местното име *Конище, *Конища, патронимично от личното име Коно, Коне, съкрането от Коста, Костадин.

### В Османската империя
В подробен регистър на санджака Паша от 1569-70 година е отразено данъкоплатното население на Коница (Конищани) заедно с махалите Лещен и Илиджа както следва: мюсюлмани – 209 семейства и 119 неженени.
Съгласно статистиката на Васил Кънчов („Македония. Етнография и статистика“) към 1900 година Коница (Конищанъ) е българо-мохамеданско селище. В него живеят 280 българи-мохамедани в 50 къщи.

### В Гърция
След Междусъюзническата война в 1913 година Коница попада в Гърция. През 1923 година жителите на Коница са изселени в село Пърнар (вилает Одрин, община Кешан), Турция. През 1927 година името на селото е сменено на Певки (Πεύκοι). През 1928 година в Коница са заселени 12 гръцки семейства с 40 души - бежанци от Турция. Поради лошите условия за живот, то е напуснато.
| Година    | 1913 | 1920 | 1928 | 1940 | 1951 | 1961 | 1971 | 1981 | 1991 | 2001 | 2011 | 2021 |
| --------- | ---- | ---- | ---- | ---- | ---- | ---- | ---- | ---- | ---- | ---- | ---- | ---- |
| Население |      | 86   | 38   |      |      |      |      |      |      |      |      |      |